# Ektosymbiose

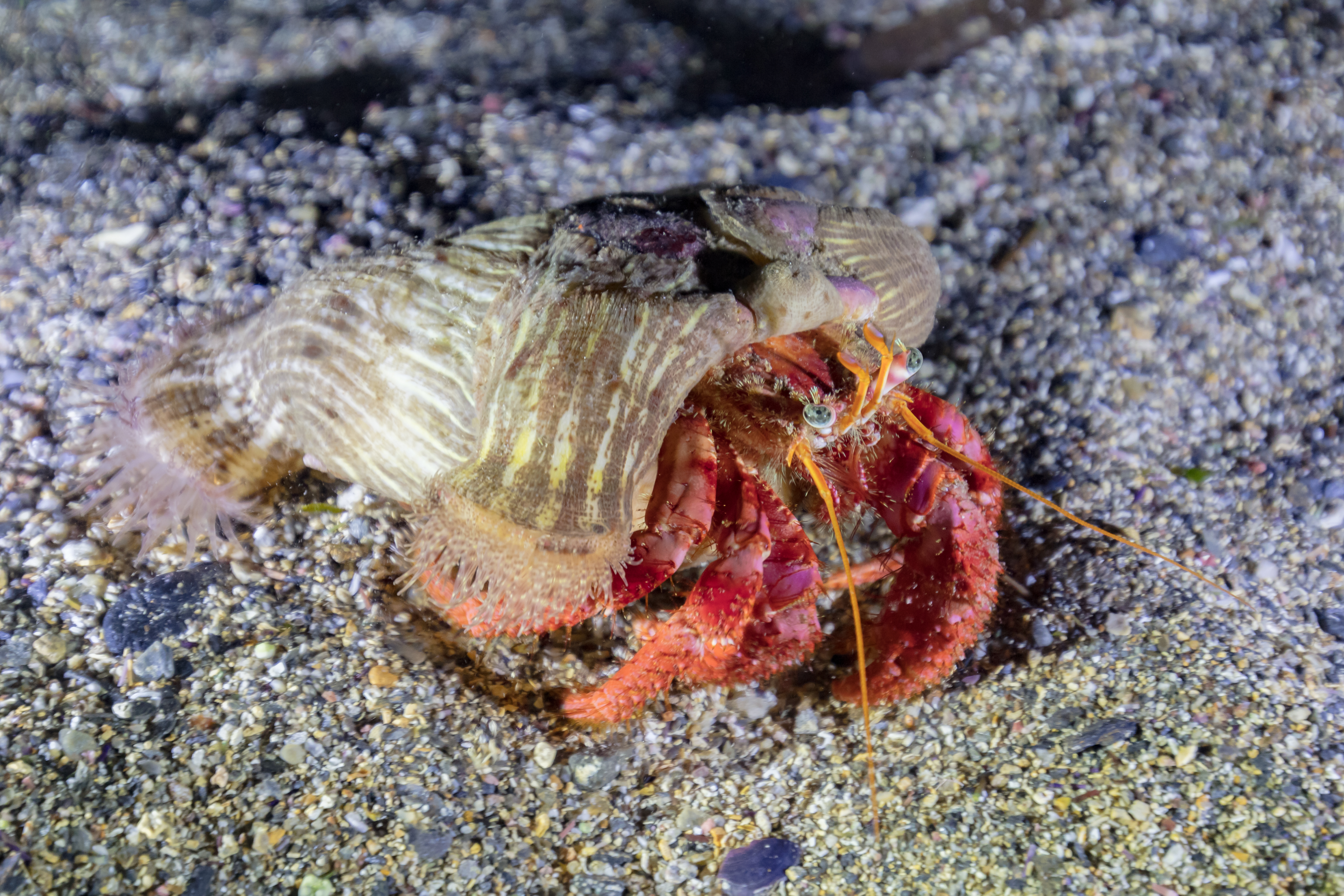
Ein Einsiedlerkrebs mit sogenannten Schmarotzerrosen auf der Behausung. Die Namensgebung stammt aus der Zeit, als der Mensch die symbiotische Beziehung zwischen den beiden Tierarten noch nicht nachvollziehen konnte.

Unter Ektosymbiose versteht man die Symbiose zweier Arten (interspezifische Beziehung), die zum gegenseitigen Vorteil eng miteinander verbunden sind (griechisch συμβίωσις symbiōsis, deutsch ‚Zusammenleben‘). Die Symbionten leben außerhalb voneinander (altgriechisch ἐκτός ektós, deutsch ‚außen‘). Das Gegenstück zur Ektosymbiose bildet die Endosymbiose.
Als ein Paradebeispiel für diese Form des Zusammenlebens unterschiedlicher Spezies gilt z. B. die Verbindung zwischen dem Einsiedlerkrebs und einer Seeanemonenart, die den wenig schmeichelhaften Namen „Schmarotzerrose“ trägt. Die Seerose klettert mit Hilfe des Krebses auf sein Gehäuse und hält dort Feinde, wie z. B. Kraken, durch ihre Nesselzellen fern. Als Gegenleistung profitiert sie von der Mobilität des Krebses und nutzt aufgewirbelte Nahrungspartikel, die der Krebs beim Fressen aufwirbelt. Da nachgewiesen werden konnte, dass die Krebse sogar um Seerosen in der passenden Größe konkurrieren, ist es nicht verwunderlich, dass manche Einsiedlerkrebse ihre Beschützer sogar beim Wechsel der Behausung mitnehmen.
Der Übergang zum Ektoparasitismus ist fließend und reicht von Mutualismus (mit beiderseitigem Nutzen) über Kommensalismus (nur einer der Partner hat Nutzen, der andere weder Vor- noch Nachteile) bis hin zu Parasitismus. Beispiele sind Misteln, Pflanzenläuse und menschliche Kopfläuse.
Eine Abart ist die Exosymbiose (nach griechisch ἔξω exo, deutsch ‚außer, außen, außerhalb‘) nach W. Probst: Hier stehen die Partner über ihre äußere Oberfläche miteinander in (dauerhaftem) Kontakt. Beispiele dafür sind die Flechtensymbiose sowie die Epixenosomen (zu den Verrucomicrobia gehörende Bakterien) des Wimpertierchens Euplotidium.